# Maria Gay
Maria Gay, född 12 juni 1879 i Barcelona, död 29 juli 1943, var en spansk operasångerska (sopran), hade en relation fast var inte gift med Giovanni Zenatello.